# Multi-pointer X
Multi-pointer X o MPX es una modificación a la implementación existente X.Org Server de X Window System. MPX proporciona múltiples punteros independientes (cursores de ratón) a nivel del sistema de ventanas. Todos estos cursores están conectados a una sola computadora. A diferencia de muchas otras aplicaciones y juegos de herramientas (toolkits) de múltiples punteros, MPX permite que muchas aplicaciones de X Window existentes corran sin modificaciones, mientras que proporciona características de entrada adicionales. Por ejemplo, múltiples usuarios pueden operar simultáneamente diversas aplicaciones al mismo tiempo. Algunas aplicaciones no trabajan como se espera debido a las limitaciones en los toolkits que usan. Las limitaciones son causadas por la suposición de que solamente existe un puntero.
Combinado con la prueba de concepto de manejador de ventanas multipunto (MPWM), MPX proporciona características extendidas tales como movimiento y/o redimensionamiento simultáneos de ventanas de aplicaciones, anotación por cursor sobre una aplicación y soporte de entrada restringida (floor control). Las aplicaciones que están conscientes de los cursores adicionales también pueden hacer uso de ellos, como dibujo a dos manos.

## Historia
MPX fue creado por Peter Hutterer en 2005-2008, como parte de su PhD en el Wearable Computer Lab en la Universidad del sur de Australia.
MPX fue combinado en la versión de desarrollo de X.Org el 26 de mayo de 2008.
MPX fue liberado en la versión 1.7 de X.Org Server